# Houppeville
Houppeville là một xã thuộc tỉnh Seine-Maritime trong vùng Normandie miền bắc nước Pháp.

## Huy hiệu
| Arms of Houppeville | The arms of Houppeville are blazoned: Or, on a bend gules a leopard and a fleur-de-lys of the field, overall a tree eradicated vert. |

## Dân số
| Năm | 1962 | 1968 | 1975 | 1982 | 1990 | 1999 | 2006 |
| --- | ---- | ---- | ---- | ---- | ---- | ---- | ---- |
| Dân số | 877  | 1112 | 1346 | 1901 | 2378 | 2405 | 2437 |
| From the year 1962 on: No double counting—residents of multiple communes (e.g. students and military personnel) are counted only once. |      |      |      |      |      |      |      |